# Австрійсько-мексиканські відносини

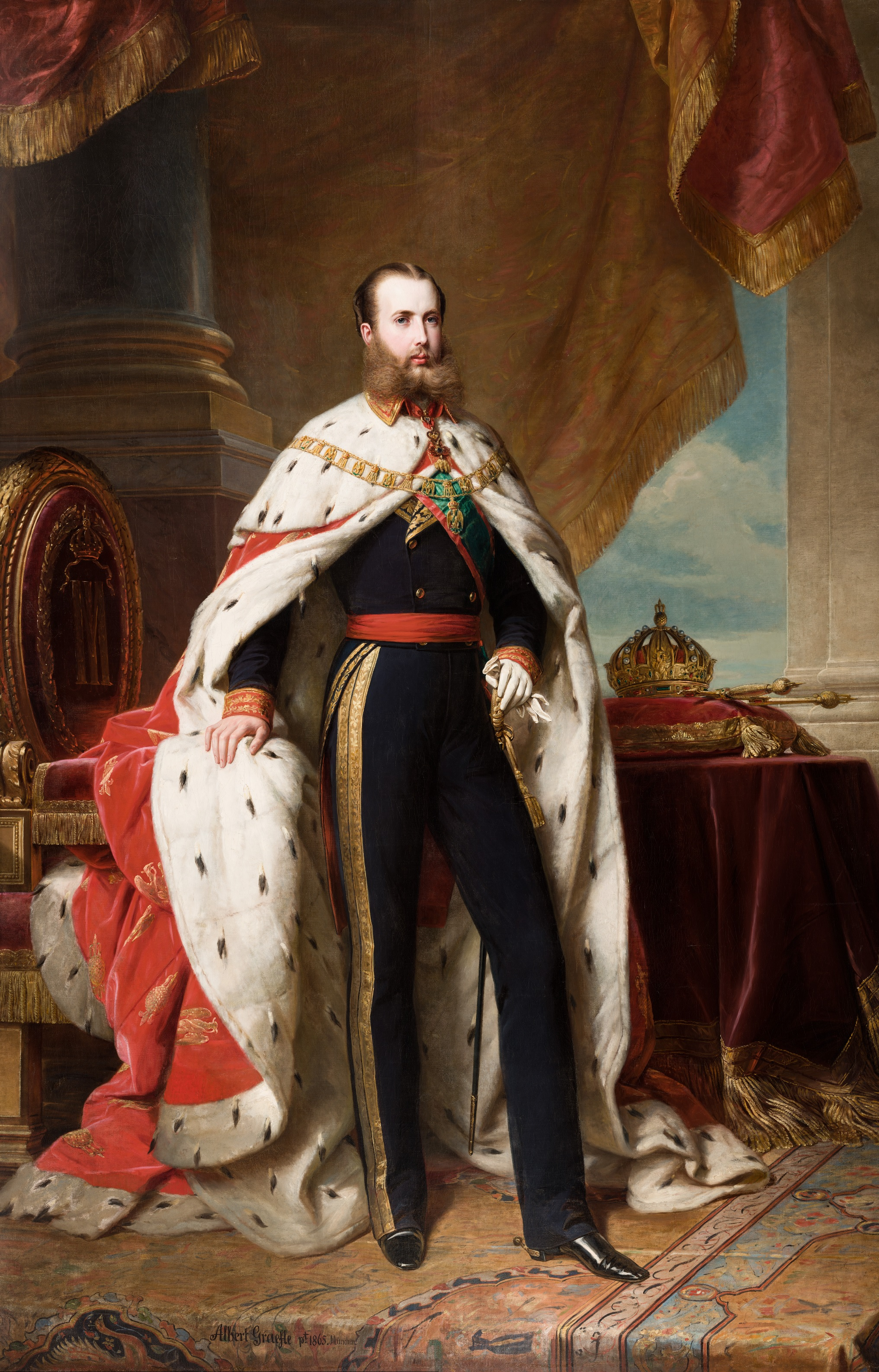
Портрет імператора Максиміліан I

Австрійсько-мексиканські відносини — термін, що застосовується для позначення дипломатичних відносин між Австрією та Мексикою. Обидві держави є членами Організації економічного співробітництва та розвитку, а також ООН.

## Історія
У липні 1842 року Австрійська Імперія та Мексика після підписання Договору про «Дружбу, мореплавство та торгівлю» встановили дипломатичні відносини між своїми націями. У грудні 1861 року імператор Франції Наполеон III захопив Мексику. Після успішного взяття країни, імператор разом з мексиканською аристократією запропонував мексиканську корону своєму австрійському кузену Максиміліану I з династії Габсбургів. У квітні 1864 Максиміліан зі своєю дружиною Шарлоттою відпливли до Мексики, і по прибуттю до країни в травні 1864, Максиміліана було проголошено імператором Мексики. Цей період був відомий як Друга Мексиканська імперія.
Правління імператора Максиміліана було охоплене постійним конфліктом між його підкріпленим Францією урядом та урядом у вигнанні Беніто Хуареса. 1866 року Франція відвела свої війська з Мексики й у червні 1867 імператора Максиміліана було схоплено силами Хуареса в Сантьяго-де-Керетаро та страчено разом з двома його генералами, чим було припинено існування імперії. Після страти Максиміліана дипломатичні відносини між Австрією та Мексикою було розірвано до 1901 року.
1938 року Мексика стала єдиною країною, що протестувала проти аншлюсу Австрії у Лізі Націй. Упродовж Другої світової війни Австрія була частиною Німецького рейху й у травні 1942 року після знищення двох мексиканських нафтових танкерів у мексиканській затоці німецькими U-Boot'ами, Мексика проголосила війну з Німеччиною. Після війни між державами було відновлено нормальні відносини.

Міністр закордонних справ Австрії Віллібалд Пар на Саміті півночі і півдня у Канкуні разом з президентом Мексики Хосе Лопесом Портійо, 1981 рік

За роки дипломатичні відносини між цими двома державами зміцніли. 2005 року президент Гайнц Фішер став першим австрійським головою держави, що здійснив візит до Мексики=. 2006 року колишній президент Вісенте Фокс відплатив взаємністю й здійснив державний візит до Австрії. За роки між двома країнами велось чимало переговорів щодо того, чи повинна Австрія повернути до Мексики корону Монтесуми та інші різноманітні до-іспанські артефакти, що були вивезені з Мексики 1519 року й потрапили до Австрії, де вони виставляються в Музеї етнології у Відні. У липні 2014 було заявлено, що корона є надто крихкою для перевезення й тому не може бути повернена до Мексики.

## Торгові відносини
1997 року Мексика та Європейський Союз (до складу якого входить Австрія) підписали договір про вільну торгівлю. 2014 року двостороння торгівля між обома державами сягнула 1,19 млрд доларів США. Австрія є 36-м найбільшим прямим іноземним інвестором Мексики. Між 1999—2012 роками австрійські компанії інвестували понад 135 млн доларів США в Мексику. Упродовж того самого періоду, мексиканські компанії інвестували 210 млн доларів США в Австрію. Головними товарами експорту Мексики до Австрії є зокрема: устаткування, електроніка, автозапчастини та пиво. Австрія головним чином експортує до Мексики: фармацевтичну продукцію, сталь, алюміній та папір.

## Дипломатичні місії
- В Австрії є посольство в Мехіко.[13]
- У Мексики є посольство у Відні.[14]